# Delphin-Joseph-Théodore Michel
Delphin-Joseph-Théodore Michel, francoski general, * 1883, † 1965.